# Artilleros (métro de Madrid)
Ne doit pas être confondu avec Artilleros.
Artilleros est une station de la ligne 9 du métro de Madrid, en Espagne.

## Situation sur le réseau
La station de métro se situe entre Vinateros et Pavones.

## Histoire
La station est mise en service le 31 janvier 1980, lors de l'ouverture de la première section de la ligne 9 reliant Sainz de Baranda à Pavones.

## Services aux voyageurs

### Intermodalité
La station est en correspondance avec les lignes d'autobus no 30 et 71 du réseau EMT.